# Mangroves d'Afrique centrale
Localisation
L'écorégion des mangroves d'Afrique centrale est une vaste zone de mangroves, s'étendant le long des côtes d'Afrique de l'Ouest, principalement au Nigeria.Ce vaste territoire fait environ 15% des mangroves mondials.

## Emplacement et description
Ces mangroves se rencontrent dans les fertiles embouchures et lagunes fluviales ; elles abritent des arbres pouvant atteindre 45 mètres de haut. La plupart se situent au Nigeria ; il en existe d'importantes zones au Cameroun, en Guinée équatoriale et au Gabon ; des zones plus modestes se trouvent au Ghana, en République démocratique du Congo et au nord de l'Angola. La plus grande zone se situe dans le delta du Niger (qui s'ouvre sur le golfe de Guinée) ; on en rencontre dans la partie orientale de la Cross au Nigeria et au Cameroun, près de l'estuaire du Wouri (Cameroun) et dans l'estuaire du Mbini près de la frontière entre la Guinée équatoriale et le Gabon.
Outre le fait d'abriter une importante faune sauvage, les mangroves permettent de fixer le cours des fleuves, de filtrer les eaux et de créer des sols riches en nutriments sur les hauts-fonds. Les mangroves se développent dans les climats tropicaux humides où la mer est chaude et où les marées hautes se déversent dans les rivières. Par conséquent, elles sont moins présentes sur la côte du Congo, où le Courant de Benguela amène des eaux froides, mais il en existe de manière dispersée plus au sud, en Angola.

## Flore
Il existe cinq espèces principales d'arbres des mangroves dans l'écorégion :
- Rhizophora mangle ou palétuvier rouge ;
- Rhizophora racemosa ;
- Rhizophora harrisonii ;
- Avicennia germinans ou palétuvier noir ;
- Laguncularia racemosa ou palétuvier blanc.

Le palmier Nypa, quant à lui, a été introduit depuis l'Asie.

## Faune
On y trouve de riches communautés d'huîtres, de crabes, d'invertébrés ; elles forment une importante zone pour le frai des poissons et elles permettent d'entretenir la vie animale, notamment celle des singes, du Lamantin d'Afrique (Trichechus senegalensis) ainsi que des tortues telles que la Tortue molle du Nil (Trionyx triunguis). On y rencontre des oiseaux aquatiques tels que le Héron strié, le Cormoran africain ainsi que de grands rassemblements d'autres espèces à l'occasion de leurs migrations.

## Menaces et préservation
Le Nigeria est le pays le plus densément peuplé d'Afrique, ce qui induit une pression environnementale anthropique sur les fertiles habitats côtiers. Beaucoup de ces zones ont été défrichées du fait du développement urbain et économique ; ainsi les raffineries de pétrole du delta du Niger polluent-elles les rivières et les marais. Parmi les zones urbaines construites sur ce qui était à l'origine des mangroves, on compte Lagos, la plus grande ville du Nigeria et Douala, la plus grande ville du Cameroun. Les autres contraintes concernant l'écorégion sont la collecte du sel et l'agriculture. Les mangroves sont cependant des habitats résilients et quelques zones restent préservées car isolées tout le long de la côte de l'Afrique centrale et de l'Ouest. Les zones protégées comprennent la réserve de faune de Douala-Edéa au Cameroun et la Lagune de Songor (en) au Ghana, tandis que la lagune de Keta, située elle aussi au Ghana, est un site RAMSAR.